# German International School New York
Die German International School New York (GISNY) ist eine deutsche Auslandsschule mit Sitz in White Plains im Bundesstaat New York.

## Geschichte
Die Schule wurde 1980 als Deutsche Schule New York gegründet und ist eine selbstständige, bilinguale, konfessionsungebundene deutsche und internationale Auslandsschule für Schüler vom Kindergarten bis zur zwölften Klasse.
Die Schule wird offiziell anerkannt von der Kultusministerkonferenz (KMK) der Länder der Bundesrepublik Deutschland, der Vereinigung der Privatschulen im Staate New York (NYSAIS), und dem Schulamt des Staates New York (New York State Department of Education).
2014 und 2009 wurde der Schule von der Zentralstelle für das Auslandsschulwesen (ZfA) des Bundesverwaltungsamtes das Gütesiegel Exzellente Deutsche Auslandsschule verliehen.
Im Jahr 2014 wurde der Name der Schule in German International School New York (GISNY) geändert, um der zunehmenden Internationalisierung Rechnung zu tragen.

## Strukturdaten
An der Schule werden über 400 Schülerinnen und Schüler von 50 Lehrkräften mit größtenteils deutscher oder europäischer Ausbildung unterrichtet.
Das Curriculum orientiert sich sowohl an den Bildungsplänen der Bundesrepublik Deutschland als auch den Vorgaben des Staates New York. In Orientierung auf die bilinguale Deutsche Internationale Abiturprüfung wird der Unterricht in den Fächern Geografie, Biologie, Musik, Kunst, Sport und amerikanischer Geschichte teilweise in englischer Sprache oder bilingual deutsch-englisch unterrichtet.
Absolventinnen und Absolventen der Schule erhalten sowohl das NY State High School Diploma als auch das Deutsche Internationale Abitur (DIA).